# Oscar Peer
Oscar Peer (* 23. April 1928 in Lavin im Unterengadin; † 22. Dezember 2013 in Chur) war ein Schweizer Schriftsteller und Philologe rätoromanischer Sprache.
Seine Werke, zumeist unabhängig voneinander in zwei Sprachen Vallader und Deutsch verfasst, bewegen sich zwischen Epik in Form von Romanen, Novelle und Drama. Sprachwissenschaftlich bedeutsam ist sein Ladin-Deutsch-Wörterbuch.

## Leben
Oscar Peer wuchs in einer Bauernfamilie auf. Seine Mutter Silva Peer-Wieser war mit Tina Truog-Saluz befreundet. Nach dem Abbruch einer Lehre als Maschinenschlosser besuchte er das Lehrerseminar in Chur. Nach dem Examen war Peer in Tschierv und Felsberg als Primarlehrer tätig. Daran schloss sich das Studium der Germanistik und Romanistik an der Universität Zürich und an der Sorbonne an, das er mit der Promotion zum Dr. phil. mit dem Thema: Gian Fontana, Schriftsteller in der Surselva abschloss. Danach wirkte Peer als Mittelschullehrer in Winterthur und schliesslich als Dozent am Churer Lehrerseminar.
Seine erste publizierte Erzählung Eine Hochzeit im Winter erschien 1972, als Nächstes auf Vallader 1978 die Erzählung Accord, die 1985 unter dem Titel «Retuorn» verfilmt wurde. Manchmal schrieb Peer auf Deutsch, manchmal auf Vallader. Die Bücher kamen häufig später zweisprachig heraus, wobei es sich aber keineswegs um blosse Übersetzungen aus der einen in die andere Sprache handelte. Vielmehr enthielten beide Sprachfassungen eigene Nuancen und nicht unerhebliche Abweichungen.
Sein Archiv befindet sich im Schweizerischen Literaturarchiv in Bern.
Sein Bruder Andri Peer war auch Schriftsteller.

## Werke (Auswahl)
- Dicziunari ladin-tudais-ch. Chur 1962.
- Eine Hochzeit im Winter. Erzählung. Zürich 1972.
- Accord. Raquint. Lavin 1978.
  - zweisprachig unter dem Titel Akkord / Il retuorn. Limmat Verlag, Zürich 2005.
- Viadi sur cunfin. Roman. Zernez 1981.
- Gärten über dem Strom. Erzählungen. Zürich 1983.
- Grenzstation. Roman. Zürich 1984.
- Novas d’inviern. Roman. Zernez 1988.
- La rumur dal flüm. Zernez 1999.
  - auf Deutsch Das Raunen des Flusses. Memoiren. 2007.
- In tschercha dal figl. Zernez 2005.
- Eva und Anton. Eva ed il sonch Antoni. Rätoromanisch und deutsch. Herausgegeben und mit einem Nachwort von Mevina Puorger Pestalozzi. Limmat, Zürich 2013.
- Hannes. Limmat, Zürich 2015.[2]

## Auszeichnungen
- 1977: Schillerpreis
- 1993: Anerkennungspreis des Kantons Graubünden
- 1995: Preis von Radio e Televisiun Rumantscha
- 2003: Grosser Kulturpreis des Kantons Graubünden
- 2014: Bündner Literaturpreis (postum)

## Einzelbelege
1. ↑  Roman Bucheli: Zum Tod des Schriftstellers Oscar Peer. Der Menschenzeichner. In: Neue Zürcher Zeitung vom 27. Dezember 2013.
2. ↑  Manfred Koch: Der windschiefe Mörder. Rezension in: Neue Zürcher Zeitung, 31. März 2016.

| Personendaten    | Personendaten                                                  |
| ---------------- | -------------------------------------------------------------- |
| NAME             | Peer, Oscar                                                    |
| KURZBESCHREIBUNG | Schweizer Schriftsteller und Philologe rätoromanischer Sprache |
| GEBURTSDATUM     | 23. April 1928                                                 |
| GEBURTSORT       | Lavin                                                          |
| STERBEDATUM      | 22. Dezember 2013                                              |
| STERBEORT        | Chur                                                           |